# Paolo Conte Bonin
Paolo Conte Bonin (Thiene, 9 febbraio 2002) è un nuotatore italiano, specializzato negli stili libero e farfalla.

## Biografia
Suo padre si chiama Gianfranco, la madre Monica. Ha un fratello maggiore di nome Luca. È originario di Stroppari, una frazione del comune di Tezze sul Brenta. Si è diplomato all’istituto agrario Parolini.
Ha iniziato a praticare nuoto all'età di cinque anni. E' allentato dall'ex nuotatore Alessandro Chinellato. Nel settembre 2021 si è trasferito ad Ostia, nel centro di velocità del tecnico federale Claudio Rossetto.
Ha fatto parte della spedizione italiana ai mondiali di nuoto in vasca corta di Melbourne 2022, vincendo la medaglia d'oro nella 4x100 metri stile libero, con i connazionali Alessandro Miressi, Leonardo Deplano, Thomas Ceccon e Manuel Frigo. Nell'occasione ha anche realizzato il primato mondiale della disciplina, grazie al tempo di 3'02"75, migliorando il precedente record di Caeleb Dressel, Blake Pieroni e Michael Chadwick e Ryan Held del 2018. Ha inoltre vinto l'argento nella staffetta 4x50 m stile libero, senza scendere in acqua in finale, e il bronzo in quella 4x200 m stile libero con Matteo Ciampi, Thomas Ceccon, Alberto Razzetti e Manuel Frigo.
Nel 2024, alle Olimpiadi di Parigi, sale sul terzo gradino del podio nella staffetta 4x100 metri stile libero.

## Record nazionali

### Vasca corta
- Staffetta 4×100 metri stile libero vasca corta: 3'02"75  ( Melbourne, 13 dicembre 2022) (Alessandro Miressi (46.15), Paolo Conte Bonin (45.93), Leonardo Deplano (45.54), Thomas Ceccon (45.13))

## Palmarès
- Giochi olimpici

Parigi 2024: bronzo nella 4x100m sl.
- Mondiali:

Doha 2024: argento nella 4×100m sl.
- Mondiali in vasca corta

Melbourne 2022: oro nella 4x100 m sl, argento nella 4x50 m sl, bronzo nella 4x200 m sl e nella 4x100m misti.
- Universiadi

Chengdu 2023: argento nella 4x100m sl mista, bronzo nella 4x100m sl.